# Words of GRACE
『Words of GRACE』は、今井麻美の6枚目のオリジナルアルバム。

## 収録内容
DISC 1 CD-DA
1. Words of GRACE〜冬のダリア〜
  - 作詞：今井麻美 / 作曲：濱田貴司 / 編曲：濱田智之
2. BABYLON 〜before the daybreak
3. 風と猫のStoria
4. Made in You!
  - 作詞：池田めぐみ / 作曲：中山豪次郎 / 編曲：中山豪次郎・宮藤優矢
5. カンパネラ
6. Sunny Place
7. 朝焼けのスターマイン
8. 漆黒のサステイン
9. 追憶の糸車
10. AQUAMARINE
11. leap of faith
12. オーロラの音
  - 作詞：今井麻美 / 作曲：椎名豪 / 編曲：牧戸太郎
13. unknown world
  - 作詞：松本流花 / 作曲・編曲：濱田智之

DISC 2 CD-DA（ライブダイジェスト音源、数量限定盤のみ）
1. この雲の果て -Angel’s ladder ver.-
2. little legacy
3. Rain〜手のひらのアンブレラ〜
4. 夢のMAHOROBA
5. 旅人
6. 無限旋律
7. サ・ヨ・ナ・ラ
8. シャングリラ2015
9. クレッシェンド
10. ガーベラ〜今年の花

DISC 3 Blu-ray（数量限定盤、DVD付盤）
1. Words of GRACE〜冬のダリア〜 Music Video
2. Words of GRACE〜冬のダリア〜 Music Video - Making -
3. 漆黒のサステイン Music Video
4. 朝焼けのスターマイン Music Video
5. BABYLON 〜before the daybreak Music Video
6. Animelo Summer Live 2015 -THE GATE-のテーマソング「ハジマレ, THE GATE!! -今井麻美ソロバージョン-」Music Video（数量限定盤のみ）